# Pachymelus ocularis
Pachymelus ocularis är en biart som beskrevs av Henri Saussure 1890. Pachymelus ocularis ingår i släktet Pachymelus och familjen långtungebin. Inga underarter finns listade i Catalogue of Life.